# IRI
Internationalized Resource Identifier (IRI)  é um termo técnico (e jargão de tecnologia da informação) traduzido para a língua portuguesa como "identificador internacional de recursos". Foi definido pela Internet Engineering Task Force (IETF), em 2005, como um novo padrão para estender o esquema existente do URI (Uniform Resource Identifier). O novo padrão foi publicado no RFC 3987.
Enquanto os URIs são limitados a um subconjunto do conjunto de caracteres ASCII, os IRIs podem conter caracteres do Conjunto Universal de Caracteres (Universal Character Set - Unicode/ISO 10646).